# Daşoguz
Daşoguz (in cirillico: Дашогуз), è una città sita in Turkmenistan, nella provincia di Daşoguz della quale è capoluogo; dista circa 80 km da Nukus, in Uzbekistan, e 460 km dalla capitale Ashgabat.
Il toponimo significa pressappoco in turkmeno sorgente di pietra; precedentemente il nome dell'insediamento era Tashauz.

## Società

### Evoluzione demografica
Gli abitanti di Daşoguz sono principalmente turkmeni e uzbeki, ai quali si affiancano minoranze russe, coreane, karakalpaki, e tatare. Una gran parte di questi sono spostati forzatamente dall'ex presidente a vita Saparmurat Niyazov, e reinsediati nelle terre adiacenti alla città.

## Storia
Daşoguz, ai tempi della via della seta, era una fermata popolare lungo il tracciato, in virtù della sua fonte (da qui il nome). Fondata come un forte nel XIX secolo dai russi, la città moderna presenta un impianto urbanistico tipicamente sovietico con molti monumenti e musei. Riveste un ruolo di primo piano come centro amministrativo e culturale della zona.
Il 5 settembre 1998, un meteorite dal peso approssimativo di 7 kg cadde a Daşoguz.

## Infrastrutture e trasporti
Daşoguz, oltre ad essere un nodo ferroviario, ospita un aeroporto dal quale partono voli per la capitale Ashgabat. Da citare anche che la città è la principale porta d'accesso per la visita del sito patrimonio dell'umanità di Konya-Urgench.

## Economia
Alcuni dei principali prodotti agricoli della zona sono il cotone e la juta, queste coltivazioni sono rese possibili dalla vicinanza della città all'Amu Darya.

## Sport
Il club calcistico cittadino è il Turan Dasoguz.